# 更地站
更地站（日语：／ Saraji eki */?）是位於岐阜縣揖斐郡大野町，名古屋鐵道谷汲線的鐵道車站（廢站）。
車站旁邊種植了櫻花樹，為日本其中一處賞櫻場所。

## 歷史
在1926年，谷汲線的前身的谷汲鐵道開設此站。當初的計劃是把此站位置定為稻富站，而此站至赤石站之間的走線是使用較短距離走線，利用隧道連接兩地。可是由於資金不足使該走線被放棄。在改變走線之際，把原本建設寺內站的地點東邊建設新的稻富站，而此站的站名便改為更地。
當初此站設有列車交會設備。隨著檢討在谷汲山華嚴寺十一面觀世音菩薩御開帳期間實施臨時時間表，由於該站位置問題使不能配合列車時間表順暢地行走，因此便把列車交會設備從此站遷移至稻富站。此站也曾經設有貨物側線，但是貨運量較少。在1931年（昭和6年）的貨運量更達到0。
- 1926年（大正15年）4月6日 - 谷汲鐵道黑野站至谷汲站之間開通，此站啟用[6][7]。
- 1927年（昭和2年）12月 - 列車交會專用的信號機被撤走[5]。
- 1941年（昭和16年）12月 - 此站的側線被移走，並於北野畑站中重開該（貨物）側線[8]。
- 1944年（昭和19年）3月1日 - 谷汲鐵道被名古屋鐵道收購合併，成為名古屋鐵道谷汲線的車站[7]。
- 1948年（昭和23年）11月1日前 - 成為無人車站[9]。
- 從1976年（昭和51年）前 - 站房被撤走[8]。
- 2001年（平成13年）10月1日 - 谷汲線全線廢除，此站也被廢除[10]。

## 車站構造
截至車站廢除前，此站是地面車站，設有1面1線的單式月台。曾經此站設有1面2線的島式月台和1線的貨物月台，也設有站房。在晩年，該貨物月台變為了農田。

### 配線圖
| ← 谷汲方向      | 更地站 站內配線略圖 | → 黑野方向 |
| 图例 参考文献： |                     |            |

## 使用狀況
- 在中提及在1992年度，當時1日平均上下車人次為54人，為除岐阜市內線均一車費區間內各站（岐阜市內線、田神線、美濃町線徹明町站至琴塚站之間）外名鐵所有車站（342站）中排名第341，揖斐線、谷汲線之間（24站）排名第23[1]。

## 相鄰車站
名古屋鐵道
谷汲線
稻富－更地－北野畑
- 在1969年（昭和44年）前，此站與北野畑站之間曾設有八王子坂站。

## 注腳
1. 1 2  名古屋鐵道廣報宣傳部（編）. . 名古屋鐵道. 1994: 651–653.
2. ↑  . 名鉄のオススメ. 名古屋鉄道.   [2016-06-28]. （原始内容存档于2021-07-09） （日语）.
3. ↑  大島一朗. . 岐阜新聞社. 2005: 17,19,27. ISBN 978-4877970963 （日语）.
4. ↑  大島一朗. . 岐阜新聞社. 2005: 37. ISBN 978-4877970963 （日语）.
5. 1 2 3  大島一朗. . 岐阜新聞社. 2005: 186. ISBN 978-4877970963 （日语）.
6. ↑  「地方鉄道運輸開始」《官報》1926年4月13日（國立國會圖書館數碼化資料）
7. 1 2  . 鄉土出版社（日语：郷土出版社）. 1997: 220–230. ISBN 4-87670-097-4 （日语）.
8. 1 2 3  大島一朗. . 岐阜新聞社. 2005: 187. ISBN 978-4877970963 （日语）.
9. ↑  名古屋鉄道広報宣伝部（編）. . 名古屋鐵道. 1994: 882 （日语）.
10. ↑  今尾惠介（監修）.  7 東海. 新潮社. 2008: 52–53. ISBN 978-4-10-790025-8 （日语）.
11. ↑  電氣車研究會（日语：電気車研究会），《鐵道畫刊（日语：鉄道ピクトリアル）》通卷第473號 1986年12月 臨時增刊号 「特集 - 名古屋鐵道」，附圖「名古屋鐵道路線略圖」